# Artéria dorsal do nariz
A artéria dorsal do nariz é um ramo da artéria oftálmica e se caracteriza como de aspecto longo e grande descendo pelo dorso ou pela lateral do nariz e podendo fazer anastomose com a artéria lateral em ambos os lados ou apenas em um.